# Final Fantasy XI
Final Fantasy XI (ファイナルファンタジーXI) är ett MMORPG som går ut på att utföra uppdrag, samla erfarenhet och döda fiender i samma anda som i tidigare Final Fantasy-spel. Du kan välja att vara en av fem raser för det här åtagandet; Elvaan (alvliknande varelser), Galka (största rasen och har mycket kroppsbehåring), Hume, Mithra (liknar människor men har vissa kattattribut) eller Tarutaru (liknar mänskliga barn men har stora öron och en brun näsa).
En del Final Fantasy-fans har uttryckt missnöje med att spelet är ett MMORPG då det bryter mot att seriens tidigare spel som är RPG.

## Rise of the Zilart
Final Fantasy XI - Rise of the Zilart (ファイナルファンタジーXI ジラートの幻影) är en expansion till Final Fantasy XI. Tilläggspaketet har en story som tar vid där originalet slutade, och gör att man åter igen måste rädda Vana'diel från ondskan. Med skurkar som är starkare än någonting annat man förut stött på i spelet, måste man ta hjälp av nya karaktärer i nya områden, och resa genom djupa djungler och livsfarliga grottor. Förutom nya uppdrag introducerades tre nya jobb till Final Fantasy XI i Rise of the Zilart, nämligen Samurai, Dragoon och Ninja. Samurai använder stora kataka som vapen, och specialiserar sig på att snabbt få TP (tactical points) för att kunna utföra starka attacker. Dragoon använder lansar, och har ständigt en liten drake (wyvern) vid sin sida, som hjälper dem att slåss. Dragoon är också skickliga på att hoppa, och attackerar ofta fiender från luften. De kan hoppa så högt, att fienden glömmer bort dem, och istället börjar attackera någon annan. Ninja är ett jobb som specialiserar sig på att "tanka" fiender (medvetet försöka ta alla smällar, för att rädda de andra spelarna som har sämre försvar). Ninjorna kan använda sig av speciella ninjutsu-tekniker, som de utför genom att ha så kallade "ninja tools". Den allra vanligaste heter shihei, och är en bit papper som gör att ninjan får skuggor (Utsusemi), som absorberar attacker från fienderna. Det är på detta sätt en ninja tankar. Genom att alltid hålla skuggor aktiva, kan de ta många smällar utan att behöva bli skadade.
Också nya områden introducerades i och med Rise of the Zilart. Ön Zepwell, i Vana'diels sydvästra hörn, där den stora öknen Altepa finns är ett av dessa områden. En annan ö som heter Elshimo i sydöst, där byn Kazham finns mitt inne i en enorm djungel är ett annat av dem. Men det förmodligen mest omtalade området är ön Tu'Lia, som är en flygande ö där det sägs att gudarna sover, i väntan på att kunna komma tillbaka till Vana'diel, och utplåna de fem raserna (Elvaan, Hume, Galka, Tarutaru, Mithra) som de skapade för 10 000 år sedan.
I de amerikanska och europeiska utgåvorna av Final Fantasy XI ingår expansionen Rise of the Zilart, eftersom expansionen redan hade släppts i Japan när Final Fantasy XI kom till Amerika/Europa. Men i de första japanska utgåvorna av Final Fantasy XI, följde alltså inte Rise of the Zilart med.